# Ursula Haverbeck
Ursula Hedwig Meta Haverbeck-Wetzel (Winterscheid, 8 novembre 1928 – Vlotho, 20 novembre 2024) è stata un'attivista tedesca neonazista di Vlotho.
Dal 2004 è stata oggetto di numerose denunce e condanne per negazionismo dell'Olocausto, reato penale in Germania.
Suo marito era Werner Georg Haverbeck, che durante il periodo nazista fu temporaneamente impegnato nella direzione nazionale del Partito Nazista. Fu fondatore e direttore nel 1933 della Imperial Federation of Nation and Homeland, nonché scrittore ed editore, storico, folklorista e parroco della Comunità Cristiana.
Nel novembre 2015, all'età di 87 anni, è stata condannata a dieci mesi di prigione per negazionismo dell'Olocausto. Diverse altre condanne nell'autunno del 2016 hanno portato ad ulteriori condanne di questo tipo. Ha fatto ricorso senza successo contro tutte le sentenze e il 7 maggio 2018 ha iniziato a scontare la sua ultima condanna a due anni di carcere dopo essere stata prelevata a casa sua dalla polizia tedesca. Rilasciata dalla prigione di Bielefeld alla fine del 2020, è stata rapidamente accusata di nuovo, ha dovuto affrontare un nuovo processo nel marzo 2022 ed è stata condannata a un anno di prigione. Il 26 giugno 2024 venne nuovamente condannata a ulteriori 16 mesi di carcere.

## Biografia
Haverbeck-Wetzel, nata a Winterscheid (oggi Gilserberg), visse in Svezia come sfollata dalla Prussia Orientale e studiò pedagogia, filosofia e linguistica. Dopo la morte del marito nel 1999, assunse la presidenza del Collegium Humanum, fondato nel 1963, che inizialmente era legato al movimento ambientalista tedesco e poi a quello di estrema destra. Fu anche presidente dell'Unione Mondiale per la Protezione della Vita dal 1983 al 1989. Inizialmente membro del partito ÖDP, venne espulsa quando tentò di organizzare una coalizione di destra con l'NPD e altri gruppi politici. Nel 1992 divenne la prima presidente dell'Associazione dei Luoghi Commemorativi, focalizzandosi sulle vittime civili tedesche della seconda guerra mondiale.

### Estremismo di destra
Ben prima della riunificazione della Germania nel 1990, Haverbeck-Wetzel intraprese legami con gruppi politici neonazisti come l'NPD, mirando a un grande movimento nazionale in Germania. Questo orientamento si intensificò negli anni successivi, e intorno al 2000 conobbe l'avvocato neonazista Horst Mahler. Divenne poi membro e vicedirettrice della "Società per la Riabilitazione dei Perseguitati per la Confutazione dell'Olocausto", fondata a Vlotho nel 2003 e presieduta dal negazionista svizzero Bernhard Schaub. L'organizzazione, coinvolgendo anche noti negazionisti dell'Olocausto, fu bandita nel 2008 dal Ministero dell'Interno tedesco per essere ostile alla costituzione.

### Pubblicazione e altri reati

#### 2004–2014
Nel giugno 2004, Haverbeck-Wetzel fu multata di 5.400 euro dal tribunale di Bad Oeynhausen per incitamento all'odio e negazionismo dell'Olocausto. Nella rivista del Collegium Humanum, Voice of Conscience, aveva promosso una forma di negazionismo dell'Olocausto, insieme al direttore Ernst-Otto Cohrs. Nel 2005, fu processata per un altro caso di negazionismo, e nel 2007 ricevette una nuova multa di 6.000 euro per le sue dichiarazioni su Adolf Hitler. Nel 2009, fu condannata per aver offeso Charlotte Knobloch, presidente del Consiglio centrale degli ebrei in Germania, e multata di 2.700 euro.

#### 2014–2024
Nel novembre 2014, Haverbeck-Wetzel presentò una denuncia contro il Consiglio centrale degli ebrei in Germania, accusandolo di "persecuzione di innocenti", ma l'inchiesta fu abbandonata. Nel 2015, nonostante un divieto, rinnovò le sue posizioni negazioniste in una trasmissione televisiva. Nel 2016, fu condannata a dieci mesi di prigione per negazionismo dell'Olocausto, e successivamente a ulteriori condanne per incitamento all'odio e negazionismo. Nel giugno 2024, fu condannata a 16 mesi di carcere. Morì il 20 novembre 2024, all'età di 96 anni.
Nel giugno 2024, Haverbeck fu processata in Germania per incitamento all'odio. È stata condannata il 26 giugno 2024 e sentenziata a ulteriori 16 mesi di prigione. Haverbeck morì il 20 novembre 2024, all'età di 96 anni.

## Pubblicazioni

### Saggistica
- Werner G. Haverbeck: Der Weltkampf um den Menschen. Eine deutsche Selbstbesinnung (La lotta mondiale per l'uomo. Un'autoriflessione tedesca), Grabert Verlag, Tuebingen 1995,ISBN 9783878471516
- Werner G. Haverbeck: Der Weltkampf um die Gemeinschaft. Die Entwicklung der Demokratie zur Volksordnung (La lotta mondiale per la comunità. Lo sviluppo della democrazia in un ordine popolare), Grabert Verlag, Tubinga 1996,ISBN 9783878471547
- con Erhard Eppler, Max Guede (a cura di), Walter Hähnle (ed.): Bekommen wir eine andere Republik? (Avremo una repubblica diversa?), Gustav Heinemann-Initiative [ de ], Radius-Verlag GmbH, Stoccarda 1982,ISBN 9783871735363
- con Martin Black, Claudio Mutti, Wolfgang Schüler, Oliver Ritter (a cura di): Religion und Tradition (Religione e tradizione), Verlag Zeitenwende, Dresda 2002,ISBN 9783934291157